# Aerifizieren

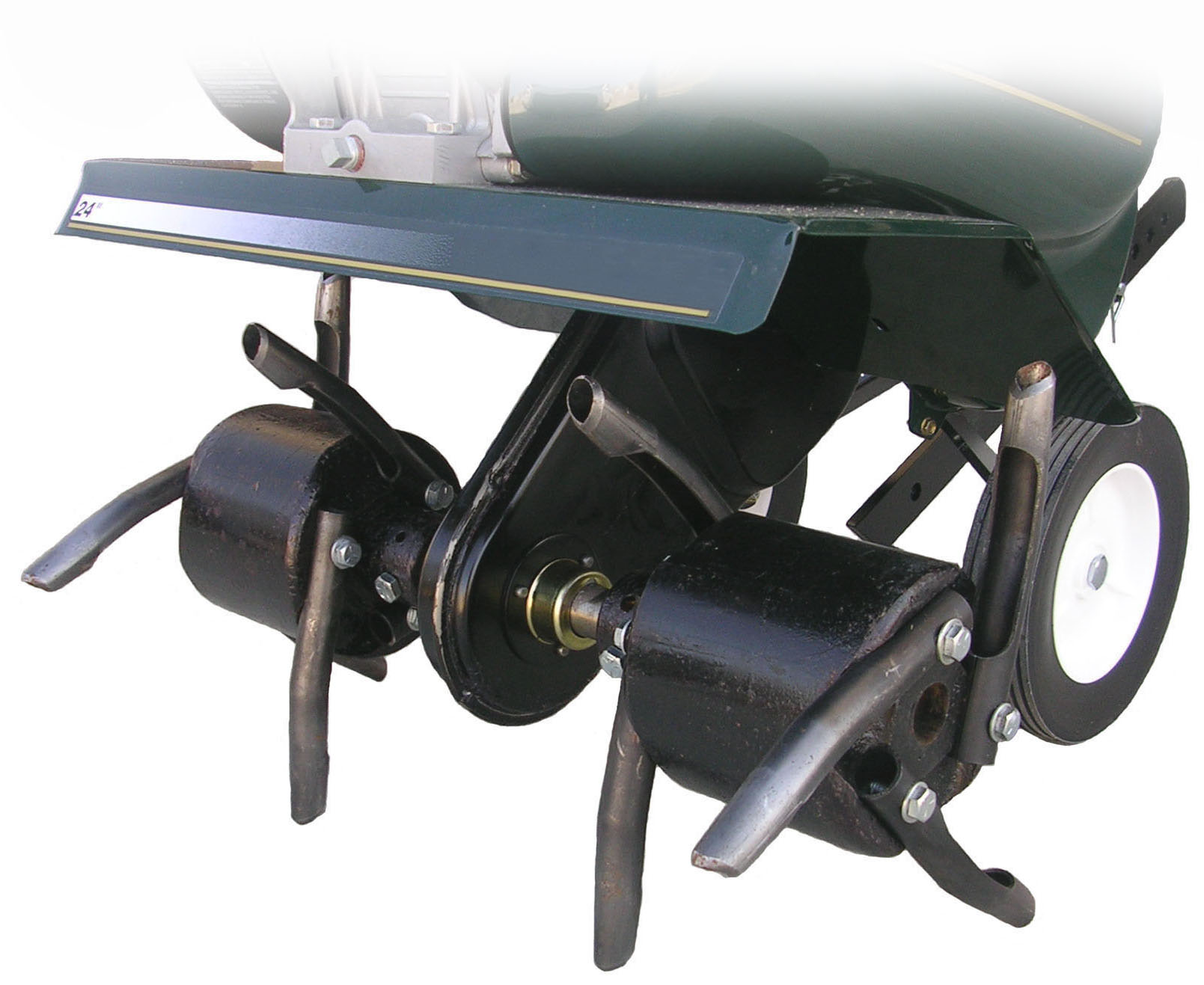
Aerator

Das Aerifizieren ist eine Technik im Gartenbau zur Belüftung des Bodens einer Rasenfläche.

## Verfahren
Mittels sogenannter englisch Spoons (dt. „Löffel“) eines Aerifiziergerätes werden 5 bis 9 cm tiefe Löcher in die Rasenfläche gestochen. Diese besitzen meist einen Durchmesser von 1 bis 2 cm. Durch den auch „Stacheln“ genannten Vorgang wird die Bodenverdichtung aufgebrochen, es erfolgt ein Gasaustausch, somit wird das Bodenleben der aeroben Bakterien und das Rasenwachstum gefördert. Die entstandenen Löcher werden anschließend mit Sand verfüllt. In vielen Fällen werden dem Sand zusätzlich noch Rasensamen und Dünger (Topdress) beigemischt.
Die Behandlung mit einem Aerifiziergerät kuriert zumeist Staunässen und Mooswachstum. Staunässe entsteht, wenn der Boden stark verdichtet ist, wie es beispielsweise bei Ton- oder Lehmböden der Fall ist. Das Regenwasser wird daran gehindert, in den Boden einzudringen und staut sich an, oder aber das Grundwasser drückt von unten nach oben und kann ebenfalls nicht durchdringen. Die Folge ist ein Wurzelsterben; das Gras stirbt ab.
Aerifizieren ist nicht zu verwechseln mit dem Vertikutieren. Beim Vertikutieren erfolgt die Behandlung der Rasenoberfläche, das Aerifizieren hingegen bearbeitet den Boden. Die Ziele des Aerifizierens sind eine tiefenwirksame Auflockerung des Bodens sowie eine Art Drainage, sodass das Regenwasser wieder ungehindert abfließen kann und die Wurzeln belüftet werden können.
Im Anschluss an das Aerifizieren wird, sofern nicht während der Besandung bereits erfolgt, eine Nachsaat und eine Düngung durchgeführt. Auf Golfgrüns wird die Gesamtfläche nach dem Aerifizieren nachgesandet und eingeebnet (abgeschleppt), siehe Topdressing.

## Aerifizieren im Privathaushalt
Der Aerifiziervorgang ist bereits auf allen großen Golf- und Fußballplätzen üblich. Da die Behandlung des Rasens aufwändig ist, ist es im Heimgebrauch eher unbekannt. Während auf Golfplätzen große Geräte vor Rasenmäher oder Landmaschinen gespannt werden, existieren im Handel auch Handaerifizierer für Rasenflächen kleiner als 200 Quadratmetern.

## Aerifiziergeräte
Es wird zwischen zwei verschiedenen Typen von Aerifiziererstacheln unterschieden: Die Stachel, mit denen die Löcher erzeugt werden, können hohl („Spoons“) oder massiv sein. Massive Stacheln erzeugen die Löcher durch Verdrängung der Erde. Dies hat mitunter zur Folge, dass das Regenwasser weiterhin nicht hinreichend abfließt. Hohle Spoons haben den Vorteil, dass beim Einstechen des Aerifiziergerätes ein Aushub entsteht, der vom Boden abgeführt werden kann. Die Bodenlockerung ist hierdurch effektiver. Bei den Geräten variiert die Anzahl der Spoons, sodass es Geräte mit zwei bis fünf oder sogar mehr Spoons zu erwerben gibt. Hier spielen die Faktoren der Effektivität, aber auch der Kraftaufwand eine Rolle, der beim Einstechen des Gerätes in den Boden benötigt wird.

## Die Aerifiziersaison
Aerifizieren wird idealerweise zum Start des saisonalen Wachstums des Rasens durchgeführt, also im Zeitraum von Mitte März bis Anfang Mai. Dadurch ist sichergestellt, dass entstandene Löcher schnell wieder geschlossen werden und das Unkraut keine Chance bekommt, sich zu verbreiten. Wird zu spät oder zu früh aerifiziert, kann dies den Rasen schädigen. Ebenso schaden Trocken- bzw. Hitzeperioden und Frost nach dem Aerifizieren dem Boden. Es bietet sich auch an, vor bzw. während der Herbstsaison ein weiteres Mal zu aerifizieren, also im September bis Mitte Oktober.
Je nach Boden- und Klimaverhältnissen kann dieses auch variieren, so dass Flächen öfter aerifiziert werden.
Aerifizieren wurde von Tom Mascaro 1946 entwickelt. Geräte sind zu sehen im: Mascaro/Steiniger Turfgrass Museum der Penn State University. Tom Mascaro hat auch 1955 das Vertikutieren erfunden.